# Bröderna Lagerståhl
Bröderna Lagerståhl var en skånsk humorduo bestående av Bärra Andersson ("Thure") och Per Ingelsgård ("Göte"). 

## Historik
Bröderna Lagerståhl slog igenom i Radio AF i Lund på 1980-talet och framträdde därefter i revyer, krogshower och festivaler. De deltog också som bisittare i olika TV-program, exempelvis Anders och Måns, Tequila och Pang på Rödbetan. Tidningen Lundaliv hade i början av 1990-talet en sida skapad av bröderna.
Bärra Andersson meddelade i november 2017 att Bröderna Lagerståhl upplösts som duo, men att han avsåg att själv fortsätta uppträda som "Thure".

## Rollfigurer och humoristisk stil
Thure är den, enligt sig själv, smarte, i duon. Han låter allt som går fel gå ut över den stackars, enligt Thure, inte så smarte, Göte, även om felen beror på Thures egna tillkortakommanden. 
Bröderna bor i Genarp utanför Lund, men upphovsmännen har ingen anknytning dit. Sketcherna utspelas även i andra orter runt Genarp, exempelvis Sturup, Blentarp och Klågerup.
Utöver själva bröderna har Andersson och Ingelsgård i anslutning till dessa framställt ett antal andra rollfigurer, däribland magikern med mera "Edvard Bengtsen", lanthandlaren "Åge Bengtsen" och duon "Helen och Kjällåke", en sagotant respektive en lekledare och barnpsykolog
Till duons kännemärken hör att dialogen framförs på bred skånsk dialekt. Skriftspråket i gruppens trycksaker skrivs på samma sätt som det låter, om än ännu mer kreativt.
Brödernas scenkostymer är utpräglat lantliga och deras humor har betecknats som "bondkomik". Själva har de dock sagt att "Vi är ju helt klart mer besläktade med Monty Python än med Arlövsrevyn".

## Radio
Sommartid i mitten av 1980-talet sändes i studentradiokanalen Radio AF på fredagar mellan klockan 14 och 15 under några år sketcher med Bröderna som huvudpersoner. I berättelserna finns även olika personer för att göra berättelsen komplett, men även något ovidkommande inslag som inte direkt för fram historien. 
Musiken i programmen var ofta ett obestämt porslinsslammer från ett kök, som egentligen inte hörde till berättelsen. 
Under åren i Radio AF producerades fyra julkalendrar, 1986, 1987, 1989 och 1991. Eftersom programmet julkalendern sändes i inte gick på helger, gjordes de inte i de normala 24 avsnitten. De fyra julkalendersäsongerna hade följande teman:
- 1986 – Thure & Göte har öppnat en detektivbyrå. Åge Bengtssens kundvagn har försvunnit. Och tomten är borta. Kan det finnas något samband?[10]
- 1987 – Thure & Göte har byggt om sin detektivbyrå till ett gatukök. Men det smyger mystiska män runt i faggorna. Vad kan de vara ute efter?[10][11]
- 1989 – Thure & Göte har köpt en buss och ordnar en resa till Veberöd för att bada gyttjebad, men hamnar lite fel.[10]
- 1991 – Thure & Göte har pyntat om Åge Bengtssens lanthandel inför julen.[10]

## Kassetter och CD-skivor
Brödernas upptåg i julkalendrarna gavs ut på kassettband, och olika sketcher samlades på cd-skivor.
- Julkalender för 1986, 1987, 1989, 1991.[10][11]
- Bröderna Lagerståhls andra första CD
- Bröderna Lagerståhls Första Cd
- Bröderna Lagerståhls Tösaplatta
- Bröderna Lagerståhls Ljudeffekter

Utöver de officiella skiv- och kassettutgåvorna gjorde många lyssnare egna inspelningar från radio som sedan blev hårdvaluta eftersom dessa hela shower inte fanns tillgängliga på annat sätt. Med årens gång har banden spelats sönder, eller förlorats. Under 2015 har, med brödernas tillåtelse, programmen överförts till digitala format och är till stor del tillgängligt på internet.